# Lithocarpus daphnoideus
Lithocarpus daphnoideus är en bokväxtart som först beskrevs av Carl Ludwig von Blume, och fick sitt nu gällande namn av Aimée Antoinette Camus. Lithocarpus daphnoideus ingår i släktet Lithocarpus och familjen bokväxter. Inga underarter finns listade.